# 越南國家航空474號班機空難
越南國家航空474號班機空難發生在1992年11月14日，受到氣旋褔雷斯特影響，一架越南國家航空的雅克-40客機，註冊編號VN-A449，從新山一國際機場前往芽莊機場，在進場途中墜毀，造成機上30人死亡，只有1人生還。

## 事故
該航班是一個國內定期航班，從新山一國際機場出發前往芽莊機場。客機在進場期間由於天氣不穩，下降至低於安全高度，最終撞上山脊的樹而墜毀。救援人員花了八天時間才找到飛機殘骸，機上30人死亡，只有1人生還。
安尼特·赫夫肯斯（Annette Herfkens）是空難中唯一生還者，她身上多處受傷，在山上靠只喝雨水為生，事故八天後救援人員才發現她和飛機殘骸。部份乘客在空難後仍然存活，但等不到救援人員而離世。赫夫肯斯的未婚夫亦一同在機上，在飛機撞擊過程中身亡。

## 相關事故
1992年11月22日，一架載搭此航班救援人員的Mi-8直升機墜毀，機上七人全數罹难。
事故約一年後，死者英國家屬因為得知遺體被送往錯誤家屬而要求展開調查。